# 11:11 (Lied)
11:11 ist ein Lied der spanischen Band Megara. Mit dem Titel vertrat sie San Marino beim Eurovision Song Contest 2024.

## Hintergrund
Das Lied wurde von Roberto la Lueta Ruiz und Sara Jiménez Moral geschrieben und von Isra Ramos Solomando produziert. Mit ihm gewann Megara den san-marinesischen nationalen Wettbewerb Una voce per San Marino 2024, der insgesamt 129 Beiträge umfasste. Am 15. Februar 2024 wurde der Titel über Indica Entertainment veröffentlicht. Die Gruppe nahm schließlich mit einer überarbeiteten („revamped“) Version am Eurovision Song Contest teil, die in Zusammenarbeit mit Produzent Jose Pablo Polo erarbeitet wurde und erst direkt beim Wettbewerb aufgeführt wurde.

## Inhalt
Laut der Band sei der Song, dessen Text bis auf drei englische Zeilen auf Spanisch und Italienisch verfasst ist, binnen „einiger Tage“ geschrieben worden, mit der Absicht, etwas zu erschaffen, was die Band noch nie zuvor gemacht hatte. Der Songtitel bezieht sich auf eine „Engel-Zahl“, die mit „spirituellem Erwachen, Selbstbewusstsein und innerem Wachstum“ in Verbindung steht. Musikalisch wurde der Titel als Rocksong beschrieben, der einige Einsätze einer Flamenco-Gitarre beinhalte. Die Band sah sich beim Schreiben auch von eigenen negativen Erfahrungen inspiriert und wollte Kritikern eine Art „Fuck-off-Message“  übermitteln, was sich insbesondere in der Textzeile „me la pela“ (etwa „ich gebe einen Sch… drauf“) zeigt: in der Wahrnehmung der Gruppe werde sie zwar von einigen niedergemacht, aber andere Menschen liebten sie umso mehr.

## Eurovision Song Contest
Beim Eurovision Song Contest 2024 in der Malmö Arena in Malmö, Schweden, wurde der Song im zweiten Halbfinale am 9. Mai aufgeführt, nachdem ihm bei der Auslosung am 30. Januar 2024 der zehnte Startplatz zugelost worden war. Er konnte sich jedoch nicht für das Finale qualifizieren und erreichte mit 16 Punkten lediglich den 14. Platz.